# Poa laxa
Poa laxa — вид квіткових рослин родини злакових (Poaceae). Ареал: Європа (Швеція, Австрія, Швейцарія, Чехія, Німеччина, Польща, Словаччина, Болгарія, Італія, Румунія, Словенія, Іспанія, Франція (вкл. Корсику)). 

## Екологія
Зростає на вологих каменях, щебенях і снігових заметах, переважно на невапняних породах. Від субальпійського рівня до снігової лінії.

## Біоморфологічна характеристика

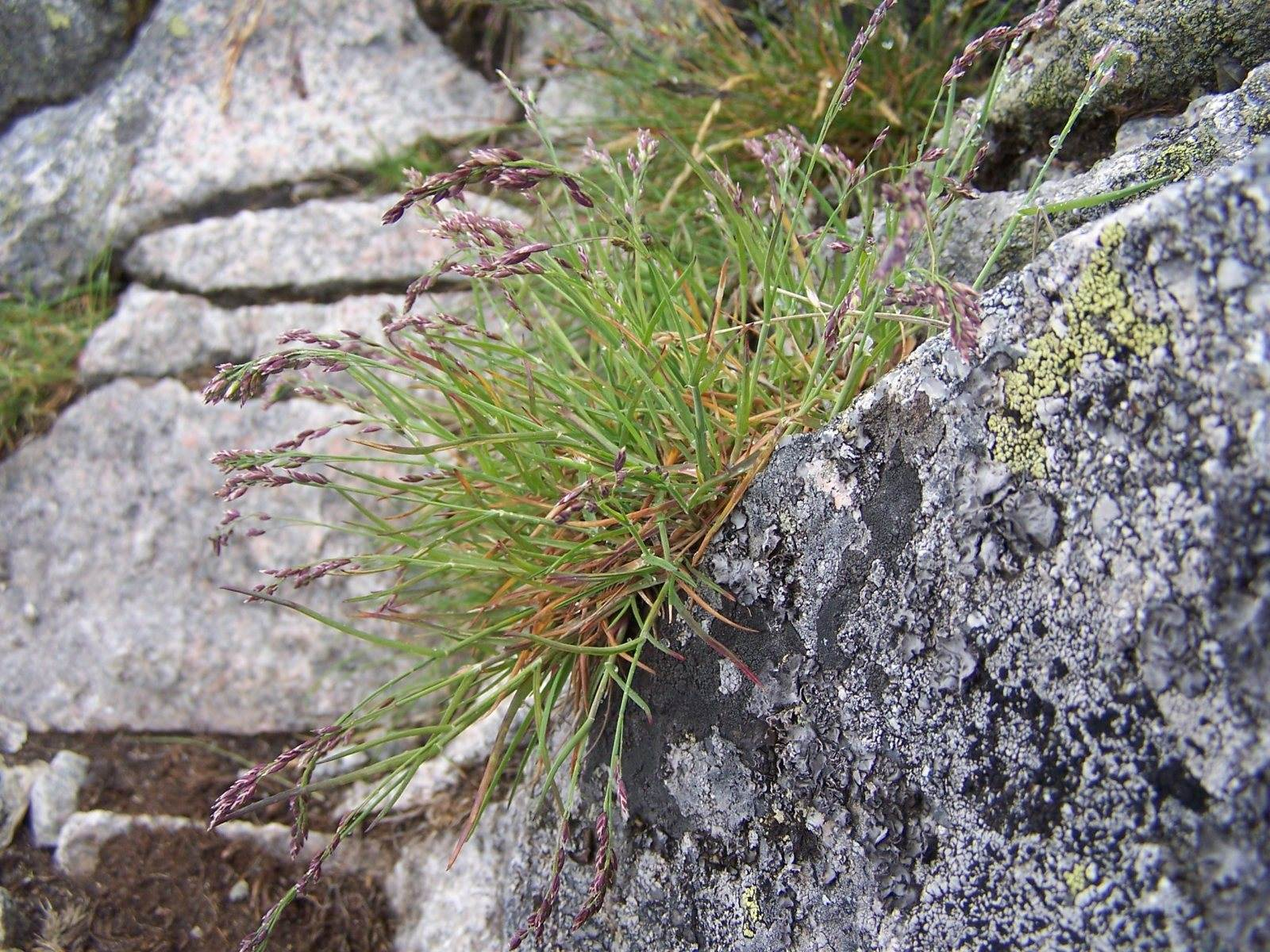

Багаторічний гемікриптофіт, від світло- до сіро-зеленого кольору. Стеблини прямовисні, заввишки 10–20 см, тонкі, гладкі, лише знизу облистнені. Бічні гілки відсутні. Листки переважно прикореневі. Піхви листків на поверхні голі; язичок 2–3 мм, цільний або рваний, гострий; листові пластинки 2–5 см завдовжки й 0.8–1.5 мм ушир. Суцвіття — волоть відкрита, ланцетна чи довгаста, 2.8–5 см завдовжки, на верхівці поникла. Колосочки поодинокі або по 2(3); плодючі колоски з 3–4 плідних квіточок зі зменшеними квітками на верхівці, довгасті, стиснуті з боків, 4–6.5 мм завдовжки. Колоскові луски стійкі, подібні, коротші за колосочки, загострені, 1-кілеві; нижня — ланцетна 1-жилкова, 0.75 довжини верхньої; верхня — яйцеподібна, 3-жилкова, 0.75 довжини сусідньої фертильної леми. Плодючі леми яйцеподібні, 3 мм завдовжки, кілюваті, 5-жилкові, поверхня запушена, волохата на жилках, верхівка гостра. Верхівкові безплідні квітки, схожі на плодючі, але недорозвинені. Пиляків 3, 1–1.3 мм завдовжки. Цвітіння: червень — серпень. Плід — зернівка. 2n=21,28.